# Brian Wayne Transeau
Pour les articles homonymes, voir BT.
Brian Wayne Transeau (né le 4 octobre 1970 à Rockville, Maryland) est un musicien électronique, DJ, chanteur, compositeur de musique de film, plus connu sous son nom de scène, BT.
Autres pseudonymes  : Elastic Reality, Kaistar, Libra, Prana, Dharma, GTB, Elastic Chakra.

## Biographie
Brian Transeau étudie au Conservatoire de musique de Washington, puis entre au Berklee College of Music dès l'âge de 15 ans. Après avoir tenté sans succès de signer chez Sony comme chanteur et auteur-compositeur, il se lance dans la musique électronique grâce à sa rencontre avec le duo Deep Dish. Ses premiers maxis, dans un style deep house, sortent dès 1993 sur le label Deep Dish Records dont il est l'un des fondateurs, et sont remixés notamment par Deep Dish et Carl Craig.
Sous le nom de BT, il publie la même année son premier single Embracing The Future chez Musicnow Records, basé à Washington. S'en suivra sa signature chez Perfecto Records, et la sortie de son premier album Ima en 1995, album de référence des genres trance et house progressive. L'album contient un mix de 40 minutes par Sasha, et le titre Nocturnal Transmission est repris dans le film Fast and Furious, pour lequel BT a aussi composé des morceaux exclusifs.
BT s'est fait particulièrement connaître comme producteur de trance grâce à plusieurs titres à succès comme Blue Skies (1996), qui atteint la première place du classement Hot Dance Club Songs aux Etats-Unis, ou encore Loving You More, Flaming June, Anomaly (Calling Your Name)... Il a collaboré avec les chanteuses Tori Amos, Jan Johnston et Kirsty Hawkshaw.
Sur son deuxième album ESCM (1997), BT commence à expérimenter, parallèlement à la trance, avec le drum and bass et le rock ; puis sur Movement In Still Life (1999), avec le breakbeat, le hip-hop ou la pop. ESCM est aussi le premier album sur lequel BT chante. Il collabore avec des musiciens de Guns N' Roses et de NSYNC, et participe à la production de l'album Celebrity de ces derniers en 2001.
En 2006, il sort This Binary Universe, un album audiovisuel dans un style différent des précédents, entre ambient, electronica et glitch. L'album est dédié à sa fille, et a été mixé et composé spécialement pour un son DTS 5.1.
En 2011, l'album These Hopeful Machines est nommé aux Grammy Awards. Il signe chez Armada Music en 2012 ; l'album qui s'ensuit, A Song Across Wires, le voit se rapprocher du dubstep. De même, sa compilation mixée Laptop Symphony, en 2012, contient plus de morceaux electro house ou dubstep que trance. 
En 2014, il lance un financement participatif pour réaliser Electronic Opus, un concert et un album de reprises orchestrales de ses plus grands succès.
BT est membre du duo All Hail The Silence avec le chanteur britannique Christian Burns ; leur musique rend hommage à la synthpop des années 1980 et 1990. Le premier EP est sorti en septembre 2016.
BT a également composé plusieurs bandes originales de films, et développé des programmes de production audio (BreakTweaker). Il est le pionnier de technologies comme le Stutter Edit : sa chanson Somnambulist est ainsi incluse dans le Guinness book de 2003 pour le plus grand nombre de vocal edits (modifications vocales) réalisées avec cette technique.

## Discographie

### Albums studio
- 1995 : Ima (Perfecto Records, Reprise Records, EastWest)
- 1997 : ESCM (Perfecto Records, Reprise Records, EastWest)
- 1999 : Movement in Still Life (Headspace, Nettwerk, Black Hole Recordings)
- 2003 : Emotional Technology (Nettwerk)
- 2006 : This Binary Universe (CD + DVD) (DTS Entertainment)
- 2010 : These Hopeful Machines (Nettwerk, Black Hole Recordings)
- 2012 : If the Stars are Eternal So are You and I (Binary Acoustics)
- 2012 : Nuovo Morceau Subrosa (Binary Acoustics)
- 2013 : A Song Across Wires (Armada Music)
- 2015 : Electronic Opus (Binary Acoustics)
- 2016 : _ (Black Hole Recordings)
- 2019 : Between Here and You (Black Hole Recordings)
- 2020 : Everything You're Searching for Is On the Other Side of Fear (Black Hole Recordings)
- 2020 : The Lost Art of Longing (Black Hole Recordings)

### Compilations
- 2001 : Rare and Remixed (R&R) (Nettwerk)
- 2001 : Still Life In Motion (Ministry of Sound)
- 2002 : 10 Years In The Life (Reprise Records)

### DJ Mix
- 1998 : David Morales, Dave Seaman & BT : Renaissance Worldwide: Singapore (Renaissance)
- 2012 : Laptop Symphony (Black Hole Recordings)
- 2015 : Richard Durand & BT : In Search Of Sunrise 13.5: Amsterdam (Songbird)

### Singles et EP sous le nom de BT
- 1993 : Embracing the Future (Musicnow Records)
- 1994 : Nocturnal Transmission (Musicnow Records)
- 1995 : Divinity (Perfecto Records, EastWest)
- 1995 : Loving You More (feat. Vincent Covello) (Perfecto Records, EastWest)
- 1995 : Tripping The Light Fantastic (Perfecto Records, EastWest)
- 1995 : Quark (Perfecto Records, EastWest)
- 1995 : Embracing the Sunshine (Perfecto Records, EastWest)
- 1996 : Blue Skies (feat. Tori Amos) (Perfecto Records, EastWest)
- 1997 : Love, Peace and Grease (Perfecto Records, Reprise Records)
- 1997 : Flaming June (Perfecto Records)
- 1997 : Remember (Perfecto Records, Reprise Records)
- 1998 : Godspeed (Musicnow Records, Renaissance)
- 1999 : Mercury and Solace (Headspace, Black Hole Recordings)
- 1999 : Tsunami One & BT : Hip Hop Phenomenon (Marine Parade)
- 2000 : Dreaming (Headspace, Nettwerk, Black Hole Recordings)
- 2000 : Fibonacci Sequence (Headspace)
- 2000 : Smartbomb (Nettwerk)
- 2000 : Never Gonna Come Back Down (Nettwerk)
- 2000 : Extended Movement EP (Nettwerk)
- 2003 : Somnambulist (Nettwerk)
- 2004 : The Technology EP (Nettwerk)
- 2004 : Tiësto feat. BT : Love Comes Again (Magik Muzik)
- 2006 : Somnambulist / Love In The Time Of Thieves (Black Hole Recordings)
- 2007 : Tiësto feat. BT : Break My Fall (Magik Muzik, Ultra Records)
- 2009 : Rose of Jericho (Nettwerk, Black Hole Recordings)
- 2009 : Every Other Way (feat. Jes) (Nettwerk, Black Hole Recordings)
- 2010 : Suddenly (Nettwerk, Black Hole Recordings)
- 2010 : Forget Me (Nettwerk, Black Hole Recordings)
- 2010 : The Emergency (Nettwerk, Black Hole Recordings)
- 2010 : Le Nocturne De Lumière (Nettwerk, Black Hole Recordings)
- 2010 : The Wobble (Rocket Car)
- 2011 : Always (Nettwerk, Black Hole Recordings)
- 2011 : A Million Stars (Nettwerk, Black Hole Recordings)
- 2011 : Morgan Page, Sultan & Ned Shepard, BT feat. Angela McCluskey : In The Air (Nettwerk)
- 2011 : BT & Adam K : Tomahawk (Armind)
- 2012 : Arty, Nadia Ali & BT : Must Be The Love (Armind)
- 2013 : Skylarking (Armada Music)
- 2013 : BT & Aqualung : Surrounded (Armada Music)
- 2014 : Paralyzed (feat. Christian Burns) (Enhanced Music)
- 2014 : BT, Jes & Fractal : Letting Go (Armada Music)
- 2015 : BT & Ilan Bluestone feat. Stef Lang : All These Wounds (Anjunabeats)
- 2015 : BT & Super8 & Tab : Aika (Anjunabeats)
- 2017 : Four (Armind)
- 2017 : The Upside Down (Armind)
- 2018 : Yahweh (Armind)
- 2018 : BT & Matt Fax : The Noetic (Armada Music)
- 2019 : Ferry Corsten & BT : 1997 (Flash Over recordings)
- 2019 : Markus Schulz & BT : I Need Love (Coldharbour recordings)
- 2020 : Atari's Lantern (Armind)
- 2020 : 1AM in Paris (Black Hole Recordings)
- 2020 : The War (Black Hole Recordings)
- 2020 : No Warning Lights (Black Hole Recordings)

### Remix
- 1994 : Prana - The Dream (B.T.'s Original Version)
- 1995 : Seal - I'm Alive (Sasha & BT's Atraxion Future Mix)
- 1995 : Shiva - Freedom (B.T.'s Subconscious Freedom)
- 1995 : Diana Ross - Take Me Higher
- 1995 : Cabana - Bailando Con Lobos
- 1995 : B-Tribe - Nanita (A Spanish Lullaby)
- 1995 : Grace - Not Over Yet
- 1995 : Wild Colour - Dreams
- 1995 : Mike Oldfield - Let There Be Light
- 1995 : Billie Ray Martin - Running Around Town
- 1996 : Gipsy Kings - La Rumba De Nicolas
- 1996 : Billie Ray Martin - Space Oasis
- 1996 : Tori Amos - Talula
- 1997 : Tori Amos - Putting the Damage on
- 1997 : Dina Carroll - Run To You (BT & Paul van Dyk Mix)
- 1997 : The Crystal Method - Keep Hope Alive
- 1997 : Paul Van Dyk - Forbidden Fruit
- 1997 : Deep Dish - Stranded
- 1998 : Madonna - Drowned World, Substitute For Love (BT & Sasha's Bucklodge Ashram Remix)
- 1998 : Lenny Kravitz - If you can't say no
- 1998 : DJ Rap - Bad Girl
- 1998 : Depeche Mode - It's No Good
- 1999 : Sarah McLachlan - I Love You
- 2000 : Tom Jones - She's a Lady
- 2001 : Sarah McLachlan - Hold on
- 2002 : KoRn - Here to Stay
- 2004 : The Doors - Break on Through (To the Other Side)
- 2009 : Shiny Toy Guns - Ricochet!
- 2011 : Armin van Buuren feat. Sophie - Virtual Friend
- 2013 : Super8 & Tab - L.A.
- 2013 : Celldweller - Unshakeable (BT & Seamless Remix)
- 2014 : Erasure - Elevation

### Filmographie
- 2015 : Dark Places, de Gilles Paquet-Brenner (avec Gregory Tripi)
- 2015 : Prémonitions (Solace), d'Afonso Poyart
- 2007 : Look, d'Adam Rifkin
- 2006 : Ma vie sans lui, (Catch and Release) de Susannah Grant
- 2005 : Furtif (Stealth) de Rob Cohen (BT et le compositeur Dredg)
- 2003 : Monster, de Patty Jenkins
- 2001 : Driven, (À toute vitesse) de Renny Harlin
- 2001 : Fast and Furious, de Rob Cohen
- 2000 : Under Suspicion (Suspicion), de Stephen Hopkins
- 1999 : Go, de Doug Liman

### OST featuring (les morceaux de BT dans ...)
- 2004 : Six Feet Under (série télévisée), (épisode Somnambulist, 2004)  - Can I Come Up Now?
- 2000 : Raising Helen - "Superfabulous"
- 2004 : Win a Date with Tad Hamilton! (2004) -"Superfabulous"
- 2003 : The Core -"Sunblind"
- 2004 : Smallville (série tv), (1 episode, 2003 "Rush") -"Never Gonna Come Back Down"
- 2002 : Extreme Ops, -"Revolution"
- 2002 : The Truth About Charlie -"Stealth and Rhythm"
- 2002 : Ecks contre Sever : Affrontement mortel (Ballistic: Ecks vs. Sever) (2002) (performer: "Smartbomb" (Plump DJ's remix)) ("Smartbomb" (Plump DJ's remix))
- 2002 : Highway, (- "Madskillz - Mic Chekka")
- 2001 : Zoolander, (- "Madskillz-Mic Chekka")
- 2001 : American Pie 2, -"Anomaly (Calling Your Name)"
- 2001 : Lara Croft: Tomb Raider -"The Revolution"
- 2001 : 3000 Miles to Graceland -"Smartbomb (BT Mix)"
- 2001 : Sweet November -"Shame"
- 2001 : Valentine -"Smartbomb (BT Mix)")
- 2001 : Double Take -"Movement In Still Life"
- 2000 : Miss Congeniality, -"She's A Lady"
- 2000 : Bounce, -"Never Gonna Come Back Down"
- 2000 : Gone in Sixty Seconds", - "Down"
- 1999 : American Pie, - "Anomaly (Calling Your Name)"
- 1998 : Permanent Midnight, - "Godspeed"
- 1997 : Mortal Kombat: Annihilation, -"Anomaly (Calling Your Name)"
- 1997 : Le Chacal ( Jackal), -"Shineaway"

### Musique de jeux vidéo (complete score)
- 1999 : Die Hard Trilogy 2: Viva Las Vegas
- 2002 : Wreckless: The Yakuza Missions
- 2004 : Tiger Woods PGA Tour 2005 (B.O. sorti en CD)

### Musique de jeux vidéo (OST)
- 2001 : Frequency, - "Smartbomb"
- 2001 : SSX Tricky, - "Hip Hop Phenonmenon", "Smartbomb (Plump's Vocal Mix)"
- 2001 : Gran Turismo 3 : A-Spec, - "Madskillz-Mic Chekka"
- 2001 : Fifa 2002, - "Never gonna come back down (Hybrids Echoplex Dub Mix)"
- 2002 : WipEout Fusion, "Smartbomb (Plump DJs Remix)"
- 2002 : ATV Offroad Fury 2, "The revolution"
- 2003 : Need for Speed : Underground, "Kimosabe"
- 2003 : Amplitude, -"Kimosabe"
- 2003 : XGRA: Extreme-G Racing Association, - "Madskillz-Mic Chekka"
- 2004 : Dance Dance Revolution Extreme, -"Somnambulist (Simply Being Loved)"
- 2005 : Need for Speed : Most Wanted, "Tao of the Machine (Scott Humprhey's Remix)"
- 2005 : Burnout : Revenge, -"Break on Through (To the Other Side) (Remix)" (BT vs. The Doors)
- 2005 : Tiger Woods PGA Tour 2005
- 2025 : Mafia: The Old Country

### Disques de samples
- 2002 : Breakz from the Nu Skool
- 2002 : Twisted Textures
- 2005 : 300 Years Later (BT et Nick Phoenix)

### Classement au Top 100 DJ de DJ Mag
- 2001 DJ Mag Top 100 DJ : #76 (-6)
- 2002 DJ Mag Top 100 DJ : 2
- 2003 DJ Mag Top 100 DJ : #83 (Re-entrée)
- 2004 DJ Mag Top 100 DJ : #92 (-9)[4]
- 2005 DJ Mag Top 100 DJ : #82 (+10)[5]
- 2006 DJ Mag Top 100 DJ : #73 (+9)[6]
- 2007 DJ Mag Top 100 DJ : #73 (Même position)[7]
- 2008 DJ Mag Top 100 DJ : 90
- 2009 DJ Mag Top 100 DJ : Non-Classé
- 2010 DJ Mag Top 100 DJ : #79 (Re-entrée)[8]